# 相对调音
相对调音(relative articulation)，指在语音学和音位学中对发音时各调音部位相对于基准的状态进行了描述。 一般来说，对比的基准是同音位在一般环境下默认最常见的发音。例如，英语中在元音 /iː/前的软腭音 /k/ （如：在keep中的k）相较于其它元音前的软腭音 /k/ （如：在cool中的c）就发生了前移。 这种前移被称为硬腭化 。 
音位的相对调音方式包括前移、后移、抬升、降低、央化和中央化。央化与中央化仅作用于元音，国际音标中在注音符号上方标注相关变音符号。其它的相对调音方式既可作用于辅音也可作用于元音，并在注音符号下方使用变音符号进行标识。另外还有一种相对调音方式关注圆唇程度，分为圆唇化和展唇化两种。